# David Smallbone
David John Smallbone (ur. 13 maja 1946 w Basingstoke – zm. 19 marca 2020) – profesor Kingston University w Londynie, były prezes International Council for Small Business and Entrepreneurship (ICSB) oraz autorytet naukowy na globalną skalę w obrębie problematyki przedsiębiorczości i sektora małych, a także średnich przedsiębiorstw. W 2004 otrzymał tytuł doktora honoris causa Uniwersytetu Łódzkiego.